# خطوط دلتا الجوية رحلة 191
2 أغسطس 1985:تحطمت طائرة لوكهيد إل-1011 تراي ستار التابعة لدلتا إيرلاينز الرحلة رقم 191 في مدينة إيرفينغ قرب مدينة دالاس وكانت تحمل على متنها 152 راكباً و11 من أفراد الطاقم مات 137 شخصا من بينهم شخص واحد على الأرض ونجا 27 من الحادث بعد اصطّدامها بمطب جوي عند اقترابها من مطار دالاس فورت وورث الدولي واصطّدمت بسيارة يقودها ويليام مايوبيري البالغ من العمر 28 عاماً عند اقترابها من المطار كانت الطائرة قد أقلعت من فورت لاودردال متجهةً إلى لوس أنجلوس عبر دالاس وكان ثاني أفتك حادث طيران في الولايات المتحدة وكان من بين الوفيّات الكابتن إدوارد إن. كونورز البالغ من العمر 57 عاما والمساعد أول رودولف بي. برايس جونيور البالغ من العمر 42 عاماً ومهندس الرحلة نيك إن. ناسيك البالغ من العمر 43 عاما وكان من الناجين كريستوفر جوني «كريس» ماير البالغ من العمر 35 عاما المولود بمدينة تمبل بولاية تكساس والذي أمضى أسبوعين في رحلة عمل بمدينة فورت لاودردال.

## طائرات الخطوط الجوية الأمريكية وليرجيت وخطوط دلتا الجوية
- الخطوط الجوية الأمريكية الرحلة 539 (رقم التسجيل:N210AA) من طراز ماكدونل دوغلاس إم دي-82 كانت تحمل علي متنها 139 راكبا و6 من أفراد الطاقم وكانت قادمة من مطار تشارلوت دوغلاس الدولي.
- خطوط دلتا الجوية الرحلة 351 (رقم التسجيل :N523DA) من طراز بوينغ 727-222 كانت تحمل علي متنها 185 راكبا و9 من أفراد الطاقم وكانت متجهة إلى مطار جون إف كينيدي الدولي.
- طائرة ليرجيت 25 (رقم التسجيل :F-GUSY) التابعة لشركة ليارجيت بقيادة الطيار روفوس لويس كانت تحمل علي متنها 5 ركاب و2 من أفراد الطاقم وكانت قادمة من [[مطار ويتشيتا دوايت دي.[2][3][4] أيزنهاور الوطني]] بمدينة ويتشيتا بولاية كنساس.
- خطوط دلتا الجوية الرحلة 187 (رقم التسجيل :N722DA) طائرة لوكهيد إل-1011-385-1 تراي ستار كانت تحمل علي متنها 152 راكبا و11 من أفراد الطاقم وكانت قادمة من فورت لاودردال